# Begraafplaats van Don
De Begraafplaats van Don is een gemeentelijke begraafplaats in de Franse gemeente Don (Noorderdepartement). De begraafplaats ligt 630 m ten zuiden van de Église de l'Immaculée Conception, over het Deulekanaal, langs de weg naar Annœullin.

## Britse oorlogsgraven
Op de begraafplaats bevindt zich een Brits militair perk met gesneuvelden uit beide wereldoorlogen. Het perk telt 132 geïdentificeerde graven, waarvan er 126 uit de Eerste Wereldoorlog zijn en 6 uit de Tweede Wereldoorlog. Het militaire perk bevindt zich centraal op de begraafplaats. Het is 406 m² groot en het Cross of Sacrifice staat centraal tegen de zuidelijke rand. 

### Geschiedenis
Don was het grootste deel van de Eerst Wereldoorlog in Duitse handen. Op het einde van de oorlog waren in de buurt veldhospitalen gevestigd, die hier slachtoffers begroeven. Na de oorlog werden nog enkele graven uit de omliggende velden bijgezet. Er liggen 124 Britten, 1 Canadees en 1 Australiër begraven. De 2 Chinezen van het Chinese Labour Corps die hier ook begraven liggen worden bij de Britse slachtoffers gerekend.  
De 6 Britse slachtoffers uit de Tweede Wereldoorlog sneuvelden allen op 3 september 1944.

### Onderscheiden militair
- Henry Fox, soldaat bij het South Lancashire Regiment ontving de Military Medal (MM).